# 廣西鱊
广西副鱊（学名：Acheilognathus meridianus）为輻鰭魚綱鲤形目鱊科鱊屬的鱼类，是中国的特有物种。分布于西江和北江等，體長可達11.9公分，棲息在溪流、溝渠、水塘的底中層水域，雌魚有產卵器，這是一種管狀器官，用於在雙殼貝體內產卵，幼魚會留在殼內，直到能夠游泳並獨立生活。该物种的模式产地在广西阳朔。

## 扩展阅读
維基物種上的相關：广西鱊